# 弘州
弘州（こうしゅう）は、中国にかつて存在した州。
577年（建徳6年）、北周により広川防に弘州が設置された。582年（開皇2年）、隋代により廃止され、その管轄区域は洮州に移管された。

## 下部行政区画
- 開遠郡
- 河浜郡